# دنیا میاتوویچ
دنیا میاتوویچ (سیریلیک صربی: Дуња Мијатовић؛ زادهٔ ۸ سپتامبر ۱۹۶۴) سیاستمدار اهل بوسنی و هرزگوین و یک کارشناس و فعال حقوق بشر است و در سمت کمیسر حقوق بشر شورای اروپا خدمت می‌کند. او در ۲۴ ژانویه ۲۰۱۸ توسط مجمع پارلمانی شورای اروپا انتخاب شد و در ۱ آوریل ۲۰۱۸ سمت جدید خود را آغاز کرد.
میاتوویچ کارشناس حقوق رسانه و مقررات رسانه‌ای است که از سال ۲۰۱۰ تا ۲۰۱۷ به عنوان نماینده سازمان امنیت و همکاری اروپا در زمینه آزادی رسانه‌ها خدمت کرده است.
میاتوویچ پس از تحصیل در کشورهای مختلف، مدرک لیسانس خود را ازدانشگاه سارایوو در سال ۱۹۸۷ اخذ نمود. او سپس مدرک کارشناسی ارشد مشترک مطالعات اروپایی خود را در دانشگاه‌های مختلف (دانشگاه سارایوو، دانشگاه ساسکس، دانشگاه بولونیا و دانشکده اقتصاد لندن) گذراند، و در ۲۰۰۲ با مدرک کارشناسی ارشد فارغ‌التحصیل شد. موضوع پایان‌نامه او «اینترنت و آزادی بیان» بود.
میاتوویچ زبان مادری‌اش زبان رسمی صربی کرواتی و بوسنیایی است. او همچنین به زبان‌های انگلیسی و آلمانی مسلط است و به زبان‌های فرانسوی و روسی نیز آشنایی دارد.

## فعالیت حرفه‌ای
میاتوویچ در طول زندگی حرفه‌ای خود درگیر مسائل رسانه‌ای در بسیاری از رشته‌ها، با تجربه قابل توجهی در بوسنی و هرزگوین، و همچنین محیط‌های بین‌دولتی بوده است.
در اوایل ۱۹۹۸، او به عنوان یکی از بنیانگذاران آژانس تنظیم مقررات ارتباطات BiH، به ایجاد یک چارچوب قانونی، نظارتی و سیاستی برای رسانه‌ها در جامعه پیچیده پس از جنگ کمک کرد. او همچنین در راه اندازی یک شورای مطبوعاتی خودتنظیمی و اولین خط کمک رسانه‌ای رایگان در جنوب شرقی اروپا نقش داشت.

### اتحادیه اروپا و شورای اروپا، سخنرانی در خانه و خارج از کشور (۲۰۱۰–۲۰۰۷)
در ۲۰۰۷، میاتوویچ به عنوان رئیس اروپایی پلاتفرم آژانس‌های تنظیم‌کننده انتخاب شد، وی اولین زن و اولین فردی از یک کشور غیرعضو اتحادیه اروپا بود که این پست را بر عهده می‌گرفت. او قبل از این انتصاب، ریاست گروه متخصصان شورای اروپا در زمینه «آزادی بیان و اطلاعات در مواقع بحرانی» را بر عهده داشت. کمیته وزرای شورای اروپا در دوران ریاست وی، اعلامیه‌ای در مورد «حمایت و ارتقای روزنامه‌نگاری تحقیقی» و دستورالعمل‌هایی دربارهٔ «حفاظت از آزادی بیان و اطلاعات در مواقع بحرانی» صادر کرد.
او در تعدادی از کشورهای اروپا به عنوان کارشناس ارتباطات و قوانین رسانه کار کرده است.
علاوه بر این، میاتوویچ در کشور خود و خارج از کشور در زمینه جنبه‌های مختلف آزادی رسانه‌ها و مقررات سخنرانی کرده است. او از ۲۰۰۰ به تدریس مقررات رسانه‌ای در دانشگاه سارایوو و دانشگاه بانیا لوکا پرداخته است و در کنار سایر سمت‌های تدریس، در آکادمی تعالی سیاسی (۲۰۰۹–۲۰۰۷) نیز سخنرانی کرده است و از ۲۰۰۸ به عنوان مدرس دائمی سازمان امنیت و همکاری اروپا در پروژه وزارت امنیت در مورد «رسانه‌ها، امنیت، نفرت و جنایت»، خدمت کرده است.

### نماینده سازمان امنیت و همکاری اروپا در زمینه آزادی رسانه (۲۰۱۶–۲۰۱۰)
در سال ۲۰۱۰میاتوویچ جانشین میکلوش هاراسزتی به عنوان نماینده سازمان امنیت و همکاری اروپا در زمینه آزادی رسانه‌ها (رزیستنس: فال آو من) شد.
بر اساس دستورالعمل ۱۹۹۷ که به موجب آن، این پست ایجاد شد، میاتوویچ با مشاهده تحولات رسانه‌ای مرتبط در کشورهای عضو سازمان امنیت و همکاری اروپا، مأموریت خود را به عنوان نماینده سازمان امنیت و همکاری اروپا در زمینه آزادی رسانه و حمایت و ترویج کامل از اصول و تعهدات سازمان در مورد آزادی بیان و آزادی رسانه‌ها انجام داد. در همین زمینه به ارسال رسانه رایگان و ارسال هشدارهای اولیه و اجرای واکنش سریع در موارد عدم رعایت، مبادرت کرد.
در مارس ۲۰۱۳ او برای دومین دوره سه ساله به عنوان نماینده سازمان امنیت و همکاری اروپا منصوب شد.

### کمیسر حقوق بشر شورای اروپا (۲۰۱۸–تاکنون)
در ۲۴ ژانویه ۲۰۱۸، میاتوویچ به عنوان کمیسر حقوق بشر شورا برای یک دوره شش ساله توسط مجمع پارلمانی شورای اروپا انتخاب شد. او پست جدید خود را از ۱ آوریل ۲۰۱۸ آغاز نمود.

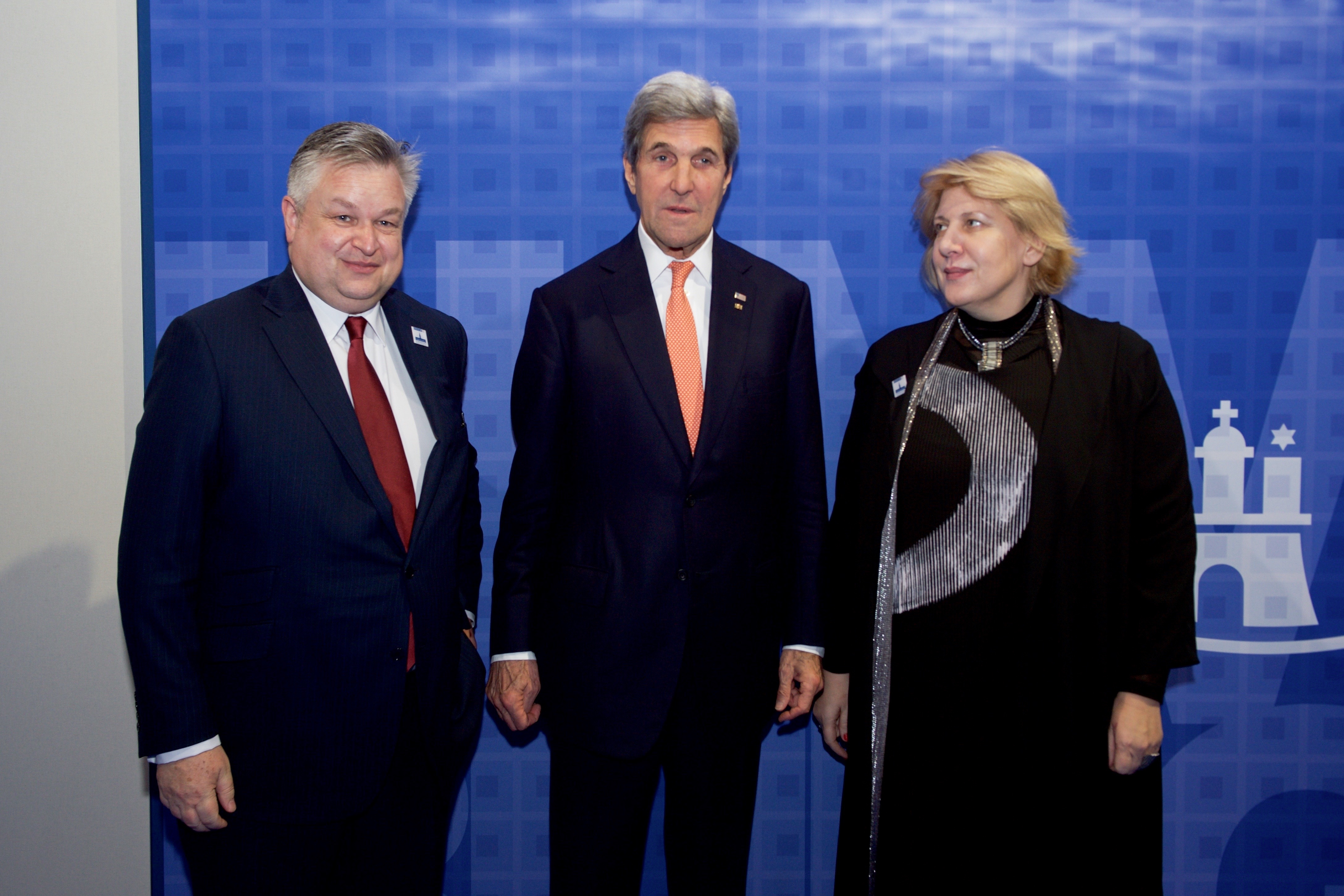
میاتوویچ در کنار جان کری، وزیر امور خارجه ایالات متحده، و مایکل جورج ۸ دسامبر ۲۰۱۶

## به رسمیت شناختن
- ۲۰۱۵ - مدال شارلمانی برای رسانه‌های اروپایی[۸]